# Waldemar Merk
Waldemar Merk, född den 13 juni 1959 i Warszawa, Polen, är en polsk kanotist.
Han tog bland annat VM-silver i K-2 500 meter i samband med sprintvärldsmästerskapen i kanotsport 1981 i Nottingham.